# Kazimierz Bak
Kazimierz Bak (eigentlich Kazimierz Bąk, polnische Aussprache [kaˈʑimʲɛʃ bɔ̃k]; * 31. August 1956) ist ein ehemaliger deutscher Ultramarathonläufer polnischer Herkunft.
Seinen größten Erfolg feierte er 1994 beim 100-km-Weltcup der IAU, der im Rahmen des Saroma-See-100-km-Ultramarathons in Kitami stattfand. Dort belegte er den dritten Platz und stellte mit seiner Zeit von 6:24:29 h einen deutschen Rekord im 100-Kilometer-Lauf auf, der bis heute ungebrochen ist (Stand: Dezember 2021). Die 50-km-Marke passierte Bak in 2:59:51 h und war damit der erste deutsche Läufer, der auf dieser Distanz die 3-Stunden-Marke unterbot. Außerdem gewann er gemeinsam mit Lutz Aderhold und Michael Sommer die Mannschaftswertung des Weltcups.
Weiterhin wurde Bak zweimal Deutscher Meister im 100-Kilometer-Lauf (1994 und 1996) und gewann 1994 auf der Supermarathonstrecke (72,7 km) den GutsMuths-Rennsteiglauf.
Kazimierz Bak startete für das Marathon Team Pegnitz Hersbruck. Seine Frau Maria ist ebenfalls im Ultramarathon erfolgreich.